# Schachtelgeschichte
Bei einer Schachtelgeschichte (entsprechend auch Schachtelerzählung, Schachtelroman) handelt es sich um eine Erzählung, die selbst wieder eine Erzählung beinhaltet. Letztere kann ebenfalls eine Erzählung enthalten. Dieses ließe sich theoretisch auf weiteren Ebenen beliebig oft fortsetzen. Als Schachtelgeschichten im engeren Sinn werden dabei Texte mit mehr als zwei Erzählebenen bezeichnet. Demgegenüber vergleichsweise häufig sind Formen mit einer einfachen Struktur aus zwei Erzählebenen, bestehend aus einer Rahmenerzählung mit meist mehreren darin eingebetteten Binnenerzählungen. Ein berühmtes Beispiel hierfür ist Giovanni Boccaccios Decamerone. Weitere klassische Beispiele mit eingebetteten Erzählungen sind
- Apuleius: Der goldene Esel
- Geoffrey Chaucer: Canterbury Tales
- Margarete von Navarra: Heptaméron

Ein frühes Beispiel für komplexere Strukturen mit mehr als zwei Erzählebenen ist Tausendundeine Nacht, wo es wiederholt Erzählungen innerhalb anderer Erzählungen gibt. Die Rahmenerzählung (E1) bildet hier die Geschichte der Scheherazade, die um ihr Leben erzählt, wobei der Gang der eingebetteten Erzählung immer wieder unterbrochen wird, wenn der Morgen graut. Sie erzählt dann zum Beispiel die bekannte Geschichte von dem Fischer, der eine Flasche fand (E2) und in dieser erzählt der Fischer dem Ifrit die Geschichte des griechischen Königs und des Arztes Duban (E3).
Ein weiteres Beispiel, das dieses Prinzip mit einer Schachteltiefe von bis zu sechs Erzählebenen sehr weit führt, ist der Roman Die Handschrift von Saragossa von Jan Graf Potocki. Ein Beispiel aus der deutschen Gegenwartsliteratur ist Herbert Rosendorfers Roman Der Ruinenbaumeister.